# Arcidiocesi di Cartagena
L'arcidiocesi di Cartagena (in latino Archidioecesis Carthaginensis in Columbia) è una sede metropolitana della Chiesa cattolica in Colombia. Nel 2023 contava 1.198.590 battezzati su 1.545.865 abitanti. È retta dall'arcivescovo Francisco Javier Múnera Correa, I.M.C.

## Territorio
L'arcidiocesi comprende 19 comuni nella parte settentrionale del dipartimento colombiano di Bolívar: Arjona, Arroyohondo, Calamar, Cartagena de Indias, Clemencia, El Carmen de Bolívar, El Guamo, Mahates, María la Baja, San Cristóbal, San Estanislao, San Jacinto, San Juan Nepomuceno, Santa Catalina, Santa Rosa, Soplaviento, Turbaco, Turbana, Villanueva.
Sede arcivescovile è la città di Cartagena in Colombia, dove si trova la cattedrale di Santa Caterina d'Alessandria.
Il territorio si estende su una superficie di 8.200 km² ed è suddiviso in 108 parrocchie, raggruppate in 11 zone pastorali, di cui 8 urbane e 3 rurali.

### Provincia ecclesiastica
La provincia ecclesiastica di Cartagena, istituita nel 1900, comprende 4 suffraganee:
- diocesi di Magangué,
- diocesi di Montelíbano,
- diocesi di Montería,
- diocesi di Sincelejo.

## Storia
La diocesi di Cartagena de Indias fu eretta il 24 aprile 1534 con la bolla Illius fulciti presidio di papa Clemente VII, ricavandone il territorio dalla diocesi di Panamá (oggi arcidiocesi). Fu tra le prime sedi episcopali istituite sulla terraferma in America.
Originariamente suffraganea dell'arcidiocesi di Siviglia, il 12 febbraio 1546 entrò a far parte della provincia ecclesiastica di Santo Domingo, mentre nel 1564 di quella di Santafé en Nueva Granada (oggi arcidiocesi di Bogotà).
Il 31 agosto 1804 cedette una porzione del suo territorio a vantaggio dell'erezione della diocesi di Antioquia (oggi arcidiocesi di Santa Fe de Antioquia).
Negli anni '60 del XIX secolo la Chiesa soffrì le limitazioni imposte dal regime conservatore, fra cui il diritto della "tutela dei culti" (tuición de cultos), che concedeva allo stato la supremazia indiscutibile sopra l'autorità ecclesiastica. Si scioglie la Compagnia di Gesù, si occupano i beni della Chiesa e degli ordini religiosi e si espropriano i beni denominati manomorta, a favore del governo centrale. Il vescovo Bernardino Medina y Moreno, fu espulso per non aver accettato la “tuición de cultos”, ma rientrerà nel 1865, per essere nuovamente espulso nel 1866 e ritornare ancora nel 1867.
Il 20 giugno 1900 è stata elevata al rango di arcidiocesi metropolitana con il decreto In votis della Congregazione Concistoriale. La primitiva provincia ecclesiastica comprendeva le diocesi di Santa Marta e di Panama.
Successivamente ha ceduto a più riprese porzioni del suo territorio a vantaggio dell'erezione di nuove circoscrizioni ecclesiastiche e precisamente:
- la missione sui iuris di San Andrés e Providencia (oggi vicariato apostolico) il 20 giugno 1912;
- la prefettura apostolica di Sinú (oggi diocesi di Montelíbano) il 12 giugno 1924;
- la diocesi di Barranquilla (oggi arcidiocesi) il 7 luglio 1932;
- la diocesi di Montería il 20 novembre 1954;
- le diocesi di Magangué e di Sincelejo il 25 aprile 1969.

L'arcidiocesi ha ricevuto la visita pastorale di papa Giovanni Paolo II nel 1986 e di papa Francesco nel 2017.

## Cronotassi dei vescovi
Si omettono i periodi di sede vacante non superiori ai 2 anni o non storicamente accertati.
- Tomás de Toro, O.P. † (24 aprile 1534 - 1536 deceduto) (vescovo eletto)

- Jerónimo de Loayza, O.P. † (5 dicembre 1537 - 13 maggio 1541 nominato vescovo di Lima)
- Francisco de Santa María Benavides Velasco, O.S.H. † (20 luglio 1541 - 17 luglio 1550 nominato vescovo di Mondoñedo)
  - Sede vacante (1552-1561)
  - Gregorio de Beteta, O.P. † (20 marzo 1552 - 1556 dimesso) (vescovo eletto)
- Juan de Simancas † (5 dicembre 1561 - 1568[2] o 1570 dimesso)[3]
- Pedro Arévalos, O.S.H. † (18 maggio 1571 - 1571 o 1572 dimesso)
- Dionisio de Santos, O.P. † (25 giugno 1574 - 9 settembre 1577 deceduto)
- Juan Montalvo, O.P. † (6 ottobre 1578 - 10 settembre 1586 deceduto)
- Antonio de Hervias, O.P. † (28 settembre 1587 - 1590 deceduto)
  - Juan de Vivero, O.S.A. † (1590 - 1590 deceduto) (vescovo eletto)
  - Sede vacante (1590-1597)
- Juan de Lagrada, O.P. † (29 gennaio 1597 - 22 luglio 1613 deceduto)
- Pedro Vega † (6 ottobre 1614 - 17 giugno 1616 deceduto)
  - Diego Ramírez de Zepeda, O.S.Iacobi † (1617 - 1617 deceduto) (vescovo eletto)
- Diego Torres Altamirano, O.F.M.Obs. † (26 giugno 1617 - 10 dicembre 1621 deceduto)
- Francisco Sotomayor, O.F.M.Obs. † (22 maggio 1623 - 18 dicembre 1623 nominato vescovo di Quito)
- Diego Ramirez de Cepeda † (15 luglio 1624 - 1629 deceduto)
- Luis Córdoba Ronguillo, O.SS.T. † (9 settembre 1630 - 13 agosto 1640 nominato vescovo di Trujillo)
- Cristóbal Pérez de Lazárraga, O.Cist. † (8 ottobre 1640 - 18 febbraio 1648 deceduto)
- Francisco Rodríguez de Valcárcel † (28 giugno 1649 - 18 giugno 1651 deceduto)
  - García Martínez Cabeza † (1653 - 1653 deceduto) (vescovo eletto)
- García Ruiz Cabezas † (27 giugno 1654 - 1658 deceduto)
- Antonio Sanz y Luzano † (10 novembre 1659 - 19 agosto 1680 nominato arcivescovo di Santafé en Nueva Granada)
- Antonio Benavides y Piérola † (3 marzo 1681 - febbraio 1713 deceduto)
- Antonio María Cassiani, O.S.Bas. † (17 settembre 1714 - 25 novembre 1717 deceduto)
  - Sede vacante (1717-1720)
- Juan Francisco Gómez Calleja † (15 aprile 1720 - 19 novembre 1725 nominato vescovo di Popayán)
- Manuel Antonio Gómez de Silva † (20 febbraio 1726 - 20 settembre 1728 nominato vescovo di Popayán)
  - Juan Francisco Gómez Calleja † (20 settembre 1728, ma 4 agosto 1728 deceduto) (vescovo eletto, per la seconda volta, postumo)
- Gregorio de Molleda y Clerque † (3 agosto 1729 - 19 dicembre 1740 nominato vescovo di Trujillo)
- Diego Martínez Garrido, O.S.Iacobi † (6 marzo 1741 - 22 agosto 1746 dimesso)
- Bernardo de Arbiza y Ugarte † (28 novembre 1746 - 15 novembre 1751 nominato vescovo di Trujillo)
- Bartolomé de Narváez y Berrio † (20 dicembre 1751 - 6 febbraio 1754 deceduto)
- Jacinto Aguado Chacón † (1754 - 17 febbraio 1755 nominato vescovo di Arequipa)
  - Diego Antonio Valenzuela y Fajardo † (17 febbraio 1755 - 1755 deceduto) (vescovo eletto)
- Manuel de Sosa y Béthencourt † (17 novembre 1755 - 22 aprile 1765 nominato vescovo di Santafé en Nueva Granada)
- Diego Bernardo de Peredo y Navarrete † (9 dicembre 1765 - 22 giugno 1772 nominato vescovo di Yucatán)
- Agustín de Alvarado y Castillo † (7 settembre 1772 - 13 marzo 1775 nominato arcivescovo di Santafé en Nueva Granada)
- Blas Manuel Sobrino y Minayo † (13 marzo 1775 - 16 dicembre 1776 nominato vescovo di Quito)
- José Fernández Díaz de la Madrid, O.F.M.Obs. † (28 luglio 1777 - 3 dicembre 1792 nominato vescovo di Quito)
- Miguel Álvarez y Cortés † (3 dicembre 1792 - 22 settembre 1795 nominato vescovo di Quito)
- Jerónimo Gómez de Liñán de la Borda † (27 giugno 1796 - 30 settembre 1805 deceduto)
- Custodio Ángel Díaz Merino, O.P. † (26 agosto 1806 - 12 gennaio 1815 deceduto)
- Gregorio Rodríguez Carrillo, O.S.Bas. † (8 marzo 1816 - 12 marzo 1828 deceduto)
  - Sede vacante (1828-1834)
- Juan Fernández de Sotomayor Picón † (19 dicembre 1834[4] - 29 marzo 1849 deceduto)
- Pedro Antonio Torres † (20 maggio 1850 - 20 dicembre 1853 nominato vescovo di Popayán)
  - Sede vacante (1853-1856)
- Bernardino Medina y Moreno † (16 febbraio 1856 - 26 marzo 1877 deceduto)
  - Juan Nepomuceno Rueda † (21 settembre 1877 - 12 settembre 1878 dimesso[5])(vescovo eletto)
- Manuel Cerón † (28 febbraio 1879 - 9 maggio 1880 deceduto)
- Eugenio Biffi, P.I.M.E. † (7 febbraio 1882 - 8 novembre 1896 deceduto)
- Pietro Adamo Brioschi, P.I.M.E. † (15 febbraio 1898 - 13 novembre 1943 deceduto)
- José Ignacio López Umaña † (13 novembre 1943 succeduto - 3 ottobre 1974 deceduto)
- Rubén Isaza Restrepo † (3 ottobre 1974 succeduto - 15 marzo 1983 ritirato)
- Carlos José Ruiseco Vieira (23 settembre 1983 - 24 ottobre 2005 dimesso)
- Jorge Enrique Jiménez Carvajal, C.I.M. (24 ottobre 2005 succeduto - 25 marzo 2021 ritirato)
- Francisco Javier Múnera Correa, I.M.C., dal 25 marzo 2021

## Statistiche
L'arcidiocesi nel 2023 su una popolazione di 1.545.865 persone contava 1.198.590 battezzati, corrispondenti al 77,5% del totale.
| anno | popolazione | popolazione | popolazione | presbiteri | presbiteri | presbiteri | presbiteri                | diaconi | religiosi | religiosi | parrocchie |
| anno | battezzati  | totale      | %           | numero     | secolari   | regolari   | battezzati per presbitero | diaconi | uomini    | donne     | parrocchie |
| ---- | ----------- | ----------- | ----------- | ---------- | ---------- | ---------- | ------------------------- | ------- | --------- | --------- | ---------- |
| 1950 | 804.000     | 805.000     | 99,9        | 78         | 35         | 43         | 10.307                    |         | 68        | 382       | 74         |
| 1959 | 590.000     | 593.000     | 99,5        | 72         | 46         | 26         | 8.194                     |         | 42        | 393       | 54         |
| 1964 | 814.703     | 815.178     | 99,9        | 584        | 412        | 172        | 1.395                     |         | 172       | 1.048     | 398        |
| 1970 | 530.000     | 550.000     | 96,4        | 70         | 35         | 35         | 7.571                     |         | 49        | 306       | 40         |
| 1976 | 660.000     | 680.000     | 97,1        | 93         | 58         | 35         | 7.096                     | 3       | 48        | 339       | 80         |
| 1980 | 780.000     | 832.000     | 93,8        | 99         | 63         | 36         | 7.878                     | 3       | 46        | 376       | 82         |
| 1990 | 950.000     | 1.150.000   | 82,6        | 97         | 55         | 42         | 9.793                     | 2       | 58        | 308       | 74         |
| 1999 | 1.249.000   | 1.400.000   | 89,2        | 126        | 77         | 49         | 9.912                     | 2       | 63        | 261       | 94         |
| 2000 | 1.350.000   | 1.505.000   | 89,7        | 126        | 74         | 52         | 10.714                    | 2       | 62        | 261       | 94         |
| 2001 | 1.051.000   | 1.167.000   | 90,1        | 127        | 83         | 44         | 8.275                     | 2       | 54        | 261       | 100        |
| 2002 | 1.066.000   | 1.185.000   | 90,0        | 128        | 82         | 46         | 8.328                     | 2       | 56        | 261       | 108        |
| 2003 | 1.176.000   | 1.196.000   | 98,3        | 130        | 77         | 53         | 9.046                     | 2       | 59        | 246       | 103        |
| 2004 | 1.076.500   | 1.210.000   | 89,0        | 135        | 81         | 54         | 7.974                     | 2       | 79        | 243       | 103        |
| 2006 | 1.076.000   | 1.228.000   | 87,6        | 135        | 77         | 58         | 7.970                     | 2       | 91        | 258       | 102        |
| 2013 | 1.201.000   | 1.342.000   | 89,5        | 139        | 95         | 44         | 8.640                     | 1       | 70        | 193       | 107        |
| 2016 | 1.242.950   | 1.388.584   | 89,5        | 152        | 102        | 50         | 8.177                     | 1       | 62        | 173       | 103        |
| 2019 | 1.175.407   | 1.465.130   | 80,2        | 146        | 103        | 43         | 8.050                     | 2       | 52        | 160       | 106        |
| 2021 | 1.210.755   | 1.510.260   | 80,2        | 143        | 103        | 40         | 8.466                     | 2       | 50        | 154       | 108        |
| 2023 | 1.198.590   | 1.545.865   | 77,5        | 145        | 103        | 42         | 8.266                     | 2       | 48        | 134       | 108        |